# La Lanterne-et-les-Armonts
La Lanterne-et-les-Armonts – miejscowość i gmina we Francji, w regionie Burgundia-Franche-Comté, w departamencie Górna Saona.
Według danych na rok 1990 gminę zamieszkiwało 168 osób, a gęstość zaludnienia wynosiła 17 osób/km² (wśród 1786 gmin Franche-Comté La Lanterne-et-les-Armonts plasuje się na 576. miejscu pod względem liczby ludności, natomiast pod względem powierzchni na miejscu 441.).